# Diex
Diex est une commune autrichienne du district de Völkermarkt en Carinthie.